# Andrew Heywood
Andrew Heywood (* 1952) je britský politolog. V českém prostředí je znám především jako autor politologických učebnic. Působil jako zástupce ředitele na Croydon College a také jako hlavní metodik na Orpington College.

## Dílo
- Politologie (Politics 1997, česky 2008)
- Politické ideologie (Political Ideologies 1992, česky 2008)
- Politická teorie (Political Theory 1999, česky 2005)